# Meilleur footballeur d'Autriche de l'année
Le titre de Meilleur footballeur d'Autriche de l'année (en allemand APA-Fußballerwahl) est un trophée autrichien existant depuis 1984 récompensant le meilleur joueur du championnat d'Autriche ou ayant la nationalité autrichienne évoluant à l'étranger, élu par les entraîneurs des clubs professionnels autrichiens et organisé par l'APA (Austrian Press Agency), l'agence de presse la plus importante du pays.

## Palmarès
| 1984 | Herbert Prohaska      | Austria Vienne                 |
| 1985 | Herbert Prohaska      | Austria Vienne                 |
| 1986 | Toni Polster          | Austria Vienne                 |
| 1987 | Heribert Weber        | Rapid Vienne                   |
| 1988 | Herbert Prohaska      | Austria Vienne                 |
| 1989 | Gerhard Rodax         | Admira Wacker                  |
| 1990 | Andreas Ogris         | Austria Vienne / Espanyol      |
| 1991 | Nestor Gorosito       | Tirol                          |
| 1992 | Andreas Herzog        | Rapid Vienne / Werder Brême    |
| 1993 | Franz Wohlfahrt       | Austria Vienne                 |
| 1994 | Heimo Pfeifenberger   | Austria Salzbourg              |
| 1995 | Ivica Vastić          | Sturm Graz                     |
| 1996 | Michael Konsel        | Rapid Vienne                   |
| 1997 | Toni Polster          | FC Cologne                     |
| 1998 | Ivica Vastić          | Sturm Graz                     |
| 1999 | Ivica Vastić          | Sturm Graz                     |
| 2000 | Radosław Gilewicz     | Tirol                          |
| 2001 | Ronald Brunmayr       | Grazer                         |
| 2002 | Vladimír Janočko      | Austria Vienne                 |
| 2003 | Andreas Ivanschitz    | Rapid Vienne                   |
| 2004 | Steffen Hofmann       | Rapid Vienne                   |
| 2005 | Mario Bazina          | Grazer                         |
| 2006 | Alexander Zickler     | RB Salzbourg                   |
| 2007 | Ivica Vastić          | LASK Linz                      |
| 2008 | Marc Janko            | RB Salzbourg                   |
| 2009 | Steffen Hofmann       | Rapid Vienne                   |
| 2010 | Zlatko Junuzovic      | Austria Vienne                 |
| 2011 | David Alaba           | Bayern Munich / TSG Hoffenheim |
| 2012 | David Alaba           | Bayern Munich                  |
| 2013 | David Alaba           | Bayern Munich                  |
| 2014 | David Alaba           | Bayern Munich                  |
| 2015 | David Alaba           | Bayern Munich                  |
| 2016 | David Alaba           | Bayern Munich                  |
| 2017 | Marcel Sabitzer       | RB Leipzig                     |
| 2018 | Marko Arnautović      | West Ham                       |
| 2019 | Erling Haaland        | RB Salzbourg                   |
| 2020 | David Alaba           | Bayern Munich                  |
| 2021 | David Alaba           | Bayern Munich / Real Madrid    |
| 2022 | David Alaba           | Real Madrid                    |
| 2023 | David Alaba           | Real Madrid                    |
| 2024 | Christoph Baumgartner | RB Leipzig                     |

## Vainqueurs multiples
: joueur actif (en 2020).
| Vic. | Joueur           | Années                                                     | Club(s)                                      |
| ---- | ---------------- | ---------------------------------------------------------- | -------------------------------------------- |
| 10   | David Alaba      | 2011, 2012, 2013, 2014, 2015, 2016, 2020, 2021, 2022, 2023 | Bayern Munich / TSG Hoffenheim / Real Madrid |
| 4    | Ivica Vastić     | 1995, 1998, 1999, 2007                                     | SK Sturm Graz / LASK                         |
| 3    | Herbert Prohaska | 1984, 1985, 1988                                           | FK Austria Vienne                            |
| 2    | Anton Polster    | 1986, 1997                                                 | FK Austria Vienne / 1. FC Cologne            |
| 2    | Steffen Hofmann  | 2004, 2009                                                 | Rapid Vienne                                 |